# Pamela Ryan
Pamela „Pam” Ryan MBE AM z domu Kilborn, później Nelson (ur. 12 sierpnia 1939 w  Melbourne) – australijska lekkoatletka, specjalistka biegów płotkarskich,  dwukrotna medalistka olimpijska, rekordzistka świata.
Była czołową płotkarką świata w latach 60., ale odnosiła sukcesy również w biegach krótkich i w skoku w dal.
Zwyciężyła w biegu na 80 metrów przez płotki i skoku w dal na igrzyskach Imperium Brytyjskiego i Wspólnoty Brytyjskiej w 1962 w Perth.
Zdobyła brązowy medal w biegu na 80 metrów przez płotki na igrzyskach olimpijskich w 1964 w Tokio, za Karin Balzer z Niemiec i Teresą Ciepły. 15 września tego roku wyrównała rekord świata na 80 m przez płotki czasem 10,5 s, a 6 lutego w Melbourne poprawiła go na 10,4 s. Na igrzyskach Imperium Brytyjskiego i Wspólnoty Brytyjskiej w 1966 w Kingston obroniła tytuł w biegu na 80 m przez płotki oraz zwyciężyła w sztafecie 4 × 110 jardów. 14 października 1967 poprawiła nieoficjalny rekord świata w biegu na 100 metrów przez płotki na 13,3 s.
Zdobyła srebrny medal w biegu na 80 metrów przez płotki na igrzyskach olimpijskich w 1968 w Meksyku, za swą rodaczką Maureen Caird a przed Chi Cheng z Tajwanu. Startowała również w biegu na 100 metrów, ale odpadła w ćwierćfinale. Zwyciężyła w biegu na 100 metrów przez płotki i w sztafecie 4 × 100 metrów na igrzyskach Brytyjskiej Wspólnoty Narodów w 1970 w Edynburgu. Po tych igrzyskach przejściowo wycofała się z wyczynowego uprawiania sportu, ale w 1971 wznowiła treningi.
28 czerwca 1972 w Warszawie poprawiła rekord świata na 100 m przez płotki czasem 12,5 s. Na igrzyskach olimpijskich w 1972 w Monachium zajęła 4. miejsce w finale tej konkurencji. Odpadła także w ćwierćfinale biegu na 100 metrów, a w sztafecie 4 × 100 metrów biegła tylko w eliminacjach (w finale sztafeta Australii bez Ryan zajęła 6. miejsce).
Ryan ustanawiała również czterokrotnie rekordy świata w biegu na 200 metrów przez płotki, do wyniku 25,7 s (25 listopada 1971 w Melbourne) i raz w sztafecie 4 × 220 jardów (1:35,8 9 listopada 1969 w Brisbane). Była wielokrotną mistrzynią Australii.
Rekordy życiowe Ryan:
| Konkurencja                     | Data i miejsce           | Wynik   |
| ------------------------------- | ------------------------ | ------- |
| bieg na 80 metrów przez płotki  | 1968                     | 10,41 s |
| bieg na 100 metrów przez płotki | 28 czerwca 1972 Warszawa | 12,93 s |

W 1971 została odznaczona Orderem Imperium Brytyjskiego. Została odznaczona również Orderem Australii.